# Zápisky o skandálu
Zápisky o skandálu (v anglickém originále Notes on a Scandal) je britský dramatický film z roku 2006. Režisérem filmu je Richard Eyre. Hlavní role ve filmu ztvárnili Judi Dench, Cate Blanchett, Bill Nighy, Andrew Simpson a Tom Georgeson.
Film byl nominovaný na čtyři Oscary, a to v kategoriích nejlepší herečka, nejlepší herečka ve vedlejší roli, nejlepší adaptovaný scénář a nejlepší skladatel.

## Obsazení
| Judi Dench      | Barbara Covett  |
| Cate Blanchett  | Sheba Hart      |
| Bill Nighy      | Richard Hart    |
| Andrew Simpson  | Steven Connolly |
| Tom Georgeson   | Ted Mawson      |
| Michael Maloney | Sandy Pabblem   |
| Joanna Scanlan  | Sue Hodge       |
| Shaun Parkes    | Bill Rumer      |
| Juno Temple     | Polly Hart      |

## Nominace a ocenění
| Rok                                               | Ocenění                                        | Nominovaný     | Výsledek  |
| ------------------------------------------------- | ---------------------------------------------- | -------------- | --------- |
| British Independent Film Awards                   | nejlepší britský nezávislý film                |                | nominace  |
| British Independent Film Awards                   | nejlepší scénář                                | Patrick Marber | vítězství |
| British Independent Film Awards                   | nejlepší ženský herecký výkon v hlavní roli    | Judi Dench     | vítězství |
| British Independent Film Awards                   | nejlepší ženský herecký výkon ve vedlejší roli | Cate Blanchett | nominace  |
| Critics' Choice Movie Awards                      | nejlepší film                                  |                | nominace  |
| Critics' Choice Movie Awards                      | nejlepší ženský herecký výkon v hlavní roli    | Judi Dench     | nominace  |
| Critics' Choice Movie Awards                      | nejlepší ženský herecký výkon ve vedlejší roli | Cate Blanchett | nominace  |
| Dallas-Fort Worth Film Critics Association Awards | nejlepší ženský herecký výkon ve vedlejší roli | Cate Blanchett | vítězství |
| Evening Standard British Film Awards              | nejlepší ženský herecký výkon v hlavní roli    | Judi Dench     | vítězství |
| Filmová cena Britské akademie                     | nejlepší britský film                          |                | nominace  |
| Filmová cena Britské akademie                     | nejlepší adaptovaný scénář                     | Patrick Marber | nominace  |
| Filmová cena Britské akademie                     | nejlepší ženský herecký výkon v hlavní roli    | Judi Dench     | nominace  |
| Florida Film Critics Circle Awards                | nejlepší ženský herecký výkon ve vedlejší roli | Cate Blanchett | vítězství |
| Chicago Film Critics Association Awards           | nejlepší adaptovaný scénář                     | Patrick Marber | nominace  |
| Chicago Film Critics Association Awards           | nejlepší ženský herecký výkon v hlavní roli    | Judi Dench     | nominace  |
| Chicago Film Critics Association Awards           | nejlepší ženský herecký výkon ve vedlejší roli | Cate Blanchett | nominace  |
| Chicago Film Critics Association Awards           | nejlepší skladatel                             | Phillip Glass  | nominace  |
| London Film Critics Circle Awards                 | nejlepší ženský herecký výkon v hlavní roli    | Judi Dench     | nominace  |
| London Film Critics Circle Awards                 | nejlepší mužský herecký výkon ve vedlejší roli | Bill Nighy     | nominace  |
| London Film Critics Circle Awards                 | nejlepší britská herečka                       | Judi Dench     | nominace  |
| Oklahoma Film Critics Circle Awards               | nejlepší ženský herecký výkon ve vedlejší roli | Cate Blanchett | vítězství |
| Online Film Critics Awards                        | nejlepší ženský herecký výkon v hlavní roli    | Judi Dench     | nominace  |
| Online Film Critics Awards                        | nejlepší ženský herecký výkon ve vedlejší roli | Cate Blanchett | nominace  |
| Online Film Critics Awards                        | nejlepší skladatel                             | Phillip Glass  | nominace  |
| Oscar                                             | nejlepší adaptovaný scénář                     | Patrick Marber | nominace  |
| Oscar                                             | nejlepší ženský herecký výkon v hlavní roli    | Judi Dench     | nominace  |
| Oscar                                             | nejlepší ženský herecký výkon ve vedlejší roli | Cate Blanchett | nominace  |
| Oscar                                             | nejlepší skladatel                             | Phillip Glass  | nominace  |
| Phoenix Film Critics Society Awards               | nejlepší ženský herecký výkon ve vedlejší roli | Cate Blanchett | vítězství |
| Screen Actors Guild Awards                        | nejlepší ženský herecký výkon v hlavní roli    | Judi Dench     | nominace  |
| Screen Actors Guild Awards                        | nejlepší ženský herecký výkon ve vedlejší roli | Cate Blanchett | nominace  |
| Toronto Film Critics Association Awards           | nejlepší ženský herecký výkon ve vedlejší roli | Cate Blanchett | vítězství |
| Zlatý globus                                      | nejlepší scénář                                | Patrick Marber | nominace  |
| Zlatý globus                                      | nejlepší ženský herecký výkon v hlavní roli    | Judi Dench     | nominace  |
| Zlatý globus                                      | nejlepší ženský herecký výkon ve vedlejší roli | Cate Blanchett | nominace  |